# Günter Grüner
Günter Grüner (* 16. Januar 1942 in Clingen; † 3./4. April 2016) war ein deutscher Politiker (DDR-CDU, ab 1990 CDU) und von 1994 bis 2009 Mitglied des Thüringer Landtags.

## Werdegang
Grüner absolvierte von 1956 bis 1958 eine Lehre zum Landmaschinenschlosser und arbeitete dann von 1958 bis 1980 als Elektromechaniker in Sömmerda. 1980 wurde Grüner, der damals dem Kreisvorstand der CDU der DDR angehörte, zum Bürgermeister von Großenehrich ernannt. Von 1984 bis 1989 absolvierte Grüner ein Fachschulstudium zum Diplom-Verwaltungsfachwirt (FH).
Nach der politischen Wende wurde er 1990 in den Kreistag des Kreises Sondershausen gewählt, dem er bis 2009 angehörte und wo er 1994 Vorsitzender der CDU-Fraktion wurde. Sein Bürgermeisteramt führte er bis 2004 weiter (ab 1994 ehrenamtlich), von 1992 bis 1994 war er zugleich Vorsitzender der damaligen Verwaltungsgemeinschaft. Seit 1999 gehörte er dem Stadtrat von Großenehrich an.
Nach der Landtagswahl in Thüringen 1994 zog Grüner als direkt gewählter Abgeordneter des Wahlkreises Kyffhäuserkreis I in den Thüringer Landtag. Er konnte dieses Direktmandat bei den Landtagswahlen 1999 und 2004 verteidigen. Bei der Landtagswahl 2009 kandidierte Grüner nicht mehr.